# Стеганографічна стійкість
Стеганографічна стійкість (чи стеганостійкість) — здатність стеганографічного приховування даних протистояти можливим атакам на нього. Стеганостійкість розглядають у трьох аспектах, які визначають три рівні захищеності конфіденційної інформації, поміщеної в стеганоконтейнер:
- неможливість визначення (встановлення) факту знаходження конфіденційної інформації у стеганоконтейнері (скритність);
- неможливість витягання даних із стеганоконтейнера, при подоланні захисту попереднього рівня;
- неможливість прочитання стеганоповідомлення при подоланні захисту попереднього рівня.

Неможливість визначення (встановлення) факту знаходження конфіденційної інформації у стеганоконтейнері ґрунтується на тому, що після вбудовування повідомлення деяким способом, за зміненими властивостями контейнера і набутими ним якостями неможливо визначити, що він містить стеганозакладку.
Неможливість витягання даних із стеганоконтейнера. Рівень захищеності визначаючий, що у разі визначення порушником наявності стеганозакладки, порушник не в змозі витягнути її із стеганоконтейнера.
Неможливість прочитання стеганоповідомлення. Рівень захищеності, який гарантує неможливість прочитання порушником витягнутого стеганоповідомлення.
Неможливість визначення (встановлення) факту знаходження конфіденційної інформації у стеганоконтейнері і неможливість витягання даних із стеганоконтейнера визначається виключно стеганографічними методами, неможливість прочитання повідомлення — може бути визначена як властивостями стеганографічного методу, так і попереднім шифруванням стеганоповідомлення перед вбудовуванням у контейнер.